# Kinsō no Vermeil
Kinsō no Vermeil: Gakeppuchi Majutsushi wa Saikyō no Yakusai to Mahō Sekai o Tsukisusumu (金装のヴェルメイユ～崖っぷち魔術師は最強の厄災と魔法世界を突き進む～ Kinsō no Verumeiyu: Gakeppuchi Majutsushi wa Saikyō no Yakusai to Mahō Sekai o Tsukisusumu?), también conocido como Vermeil in Gold, es una serie de manga japonesa escrita por Kōta Amana e ilustrada por Yōko Umezu. Ha sido serializada en la revista de manga shōnen Monthly Shōnen Gangan de Square Enix desde agosto de 2018. Una adaptación de la serie al anime producida por Staple Entertainment se estrenó el 5 de julio de 2022.

## Argumento
Alto Goldfield, un estudiante de una academia de magia que estaba a punto de repetir año, a pesar de ser bueno con la magia teórica y prácticamente, debido a que no fue capaz de invocar a un familiar mágico. Pero al encontrar un misterioso libro en una biblioteca, logra invocar a Vermeil, una mujer muy seductora con un inmenso poder que se puede decir que es una ¡¿calamidad?! ¡El mago camina con el monstruo mágico más fuerte que existe!

## Personajes
Alto Goldfield (アルト・ゴールドフィルド Aruto Gōrudofirudo?)
 Seiyū: Yūya Hirose
Protagonista principal. Él es quien convocó al demonio más poderoso de todos los tiempos, Vermeil. Es bueno con la magia, pero debido a que no pudo invocar a un familiar mágico casi repite de año, de no ser por Vermeil. Ella le dice que posee un maná dorado, que es fuera de lo común y lo que hace que ella desee más absorberlo. Después de la traición de Obsidian siendo herido de muerte pero reanimado por el poder de Vermeil, ambos incrementaron sus poderes con la consecuencia de que ambos quedaron unidos mágicamente: si uno de ellos muere, el otro también lo hará. Más tarde se convirtió en miembro del consejo estudiantil debido a que la identidad de Vermeil como demonio se reveló al consejo estudiantil.
Vermeil (ヴェルメイ Verumei?)
 Seiyū: Maaya Uchida
Ella es una demonio Súcubo convocado por Alto de un libro que fue encarcelado hace siglos. Ella es ampliamente la más poderosa de todos los demonios, derrotando con extrema facilidad a los familiares mágicos de los compañeros de Alto. Es demasiado lasciva con su invocador, al encontrar su maná extremadamente agradable, sin embargo también se enamoró de él por valorarla y no discriminarla, protegiéndolo a toda costa. Luego de unirse mágicamente a Alto, actúa de una manera un poco más dulce y tímida, sin dejar su sensualidad. Hace 550 años, Vermeil siendo una niña, vivía feliz en un orfanatorio de la iglesia con otros niños huérfanos y una monja, hasta que un día, los habitantes de la ciudad descubrieron que era una demonio y asesinaron a la monja y a los huérfanos por ocultar su existencia. Vermeil, en un acto de furia, destruyó gran parte de la ciudad y a sus habitantes, por lo que pide a Fatema sellarla en un libro.
Lilia Kudelfeyt (リリア・クーデルフェイト Riria Kūderufeito?)
 Seiyū: Wakana Kuramochi
Es la amiga de infancia de Alto. Aunque la mayor parte del tiempo se mantiene calmada y actúa racionalmente, pierde la cabeza cuando se enoja o se avergüenza. Ella está perdidamente enamorada de Alto, lo cual es obvio para todos excepto para dicha persona. Actúa como una tsundere cuando alguien le pregunta si le gusta Alto o no, y lo rechaza tímidamente mientras se sonroja mucho, además de expresar fuertes celos cuando Vermeil lo provoca eróticamente.
Marcus Parston (マルクス・パールストン Marukusu Pārusuton?)
 Seiyū: Yū Okano
Es un estudiante de la Academia de Magia de Ortigia y compañero de clase de Alto. Es el sargento de uno de los cuatro grandes duques, pero no tiene habilidades sobresalientes y sus calificaciones no son buenas.
Sharol Iridescence (シャロル・イリデッセンス Sharoru Iridessensu?)
 Seiyū: Kaori Ishihara
Es una estudiante de la Academia de Magia Ortigia y seguidora de Marcus Parston, a pesar de ser bastante más poderosa que él. Suele asistir a clases con un uniforme de Maid.
Francois (フランソワ Furansowa?)
 Seiyū: Sakura Nakamura
Es el familiar de Marcus.
Elena Kimberlight (エレナ・キンバーライト Erena Kinbāraito?)
 Seiyū: Kana Hanazawa
Es la Presidenta del Consejo Estudiantil. Elena se describe como madura, inteligente y bastante ágil. Ella es bastante popular debido a su belleza y carisma. También es la más fuerte de los magos dorados, ya que cualquiera que luche contra ella es derrotado. Después de la traición de Obsidian, Elena reclutó a Alto en el consejo estudiantil cuando supo que Demon's Heart y su familiar Vermeil es un demonio. Se da a entender que Elena desarrolló sentimientos románticos por Alto.
Shinōji Ryūga (シンオウジ・リューガ?)
 Seiyū: Kazuyuki Okitsu
Es un miembro leal del consejo estudiantil. Debido a la traición de Obsidian, al principio no confía en los miembros del personal, ya que está dispuesto a mantener el secreto de Alto Goldfield sobre la identidad de Vermeil como un demonio.
Jessica Schwarz (ジェシカ・シュバルツ Jeshika Shubarutsu?)
 Seiyū: Riho Sugiyama
Otra miembro del Consejo Estudiantil. Debido a su posición es descrita como tensa, seria y bastante mandona, aunque se avergüenza fácilmente si Alto la ve semidesnuda. A diferencia de Elena y Shinōji, Jessica no estaba de acuerdo en que Alto se una al Consejo Estudiantil, ni de ocultar la identidad de Vermeil como un demonio. A menudo regaña a Alto por hacer actos desvergonzados, aunque es culpa de Vermeil por coquetear con Alto.
Chris Westland (クリス・ウェストランド Kurisu Wesutorando?)
 Seiyū: Yurina Amami
Ella es una del Consejo Estudiantil y la líder del Regimiento Dragonrider, siendo una maga de rango oro. Al principio, se muestra que Chris es una individuo fría, despiadada y arrogante. Tiene muchos rasgos sociópatas, a menudo ve a los demás como objetos y se refiere a ellos como sus "juguetes". Tras ser derrotada por Alto y Vermeil en un duelo, se vuelve más bondadosa.
Obsidian (オブシディアン Obushidian?)
 Seiyū: Takehito Koyasu
Fue profesor de la Academia de Magia de Ortigia y antagonista hasta el Volumen 2 de la serie. Era bastante popular entre las chicas y tenía conocimientos sobre magia, pero en el fondo es un científico psicópata que estaba loco por sus experimentos sobre la magia caótica que lo hizo tomar muchos métodos incorrectos, como atraer y usar a los estudiantes como sujetos de prueba, lo que causa sus malos efectos. Al descubrir que Vermeil es una demonio, Obsidian está obsesionado con Vermeil cuando la drogó e intentó controlarla, creyéndose un maestro más adecuado que Alto solo para fallar cuando no es digno de Vermeil. Cuando fracasó en el intento de obtener Vermeil, no tiene opción de dosificarse con más dosis del diablo. Todavía se engaña cuando cree que es más poderoso que Vermeil y la matará por rechazarlo, solo para ser abrumado fácilmente por ella. Luego de eso, fue arrestado por la Policía de Ortigia. Más tarde, Elena Kimberlight reveló que se escapó de la prisión y está desaparecido a partir de ahora, pero se lo considera un criminal.
Iolite (アイオライト Aioraito?)
 Seiyū: Nobuhiko Okamoto
Es el antagonista principal de la obra. Es un mago perteneciente a una de las clases clasificadas como los más fuertes, Platinum Square. Aclamado como su miembro más vital, es experto en la magia y tiene una inteligencia enigmática. Es un travieso, psicópata perezoso y sádico. Su objetivo es capturar a Vermeil y usar sus habilidades demoníacas para destruir el mundo.
Kohakumiya (コハクミヤ?)
 Seiyū: Miyuri Shimabukuro
Una colaboradora de Iolite y una maga de clase Platinum Square. Posee la habilidad de crear golems de papel.
Heliodor (ヘリオドール Heriodōru?)
 Seiyū: Ikumi Hayama
Otra colaboradora de Iolite y una maga de clase Platinum Square. Helidor tiene un carácter extremadamente tranquilo, a excepción de la calma, prácticamente no expresa nada. También es menos cruel y cínica, a diferencia de Iolite. Es experta en la magia de transferencia.
Peridot (ペリドット Peridotto?)
Otra maga de clase Platinum Square y miembro del grupo de Iolite. Le gusta mucho las peleas. Puede usar magia de agua para fortalecerse y curarse de sus heridas. A ella y su compañero Jade se le da la misión de capturar a Vermeil tras el fracaso de Iolite. Ella posee una visión distinta al objetivo principal de Iolite, ya que desea usar los poderes de Vermeil para traer la "paz mundial" al perder a su hermano menor a causa de la guerra.
Fatema (ファーテマ Fātema?)
 Seiyū: Aya Endō
Una maga que era conocida como "La Maga de los Inicios" por ser la primera en llegar a las "Profundidades" del conocimiento mágico. Fue amiga de Vermeil hace 550 años y a petición de ella, la selló en un libro para evitar nuevas catástrofes.

## Contenido de la obra

### Manga
Escrito por Kōta Amana e ilustrado por Yōko Umezu, Kinsō no Vermeil comenzó su serialización en la revista de manga shōnen Monthly Shōnen Gangan de Square Enix el 10 de agosto de 2018. Sus capítulos individuales se han recopilado en nueve volúmenes tankōbon hasta la fecha.

#### Lista de volúmenes
| Volúmenes de manga publicados | Volúmenes de manga publicados | Volúmenes de manga publicados |
| Número                        | Fecha de lanzamiento          | ISBN                          |
| ----------------------------- | ----------------------------- | ----------------------------- |
| 1                             | 12 de abril de 2019           | ISBN 978-4-75-756052-9        |
| 2                             | 12 de octubre de 2019         | ISBN 978-4-75-756339-1        |
| 3                             | 10 de julio de 2020           | ISBN 978-4-75-756746-7        |
| 4                             | 12 de febrero de 2021         | ISBN 978-4-75-757089-4        |
| 5                             | 11 de noviembre de 2021       | ISBN 978-4-75-757526-4        |
| 6                             | 10 de junio de 2022           | ISBN 978-4-75-757959-0        |
| 7                             | 12 de abril de 2023           | ISBN 978-4-75-758519-5        |
| 8                             | 9 de febrero de 2024          | ISBN 978-4-75-759047-2        |
| 9                             | 12 de noviembre de 2024       | ISBN 978-4-75-759511-8        |

### Anime
El 9 de marzo de 2022, se anunció que la serie recibiría una adaptación al anime. La serie es producida por Staple Entertainment y dirigida por Takashi Naoya, con guiones escritos por Tatsuya Takahashi, diseños de personajes a cargo de Kiyoshi Tateishi y música compuesta por Ken Itō y Kenichi Kuroda. Se estrenó el 5 de julio de 2022 en AT-X, Tokyo MX, BS11 y SUN. El tema de apertura es "Abracada-Boo" interpretado por Kaori Ishihara, mientras que el tema de cierre es "Mortal With You" interpretado por Mili.